# 植村花菜
植村 花菜（うえむら かな、1983年1月4日 - ）は、日本の女性シンガーソングライター。本名：清水 花菜（しみず かな）。2019年よりアーティスト名をKa-Naへ改名。愛称は、カナちゃん、カナ吉。兵庫県川西市出身。
2005年5月にシングル「大切な人」でキングレコードからメジャーデビュー。

## 人物
- 先祖は大久保利通の父・大久保利世であり、利通の異母姉妹であるタケの子孫に当たる[1]。
- 身長161cm。血液型A型。
- 4人兄弟の末っ子として母子家庭に育ち、子供の頃は母が働いている間、実家の隣の祖母の家で多くの時間を過ごした[2]。
- 2016年末からニューヨークに移住して活動する中で、"Uemura"の発音は英語圏の人々には難しく、現地の方々には覚え難いと感じ、2019年からアーティスト活動名を"Ka-Na"へ改名する事とした[3]。

## 音楽
- アコースティックギターによる弾き語りが主なスタイル。稀にライブではピアノでの弾き語りも披露する。
- 主な使用ギターは、Martin OOO-28CTM、Gibson B-25、Guild F-30等
- 歌詞は自分の身の回りに起きたことを題材に書く。まずテーマを決めて長文を書き、そこから歌詞になる言葉を抜粋する[2]。
- 影響を受けたアーティストはジュリー・アンドリュース（映画『サウンド・オブ・ミュージック』の主演女優）、カーペンターズ、パティ・ペイジ、ジョン・メイヤー[2]。
- 8歳のときに見たミュージカル映画の名作『サウンド・オブ・ミュージック』に影響を受け、歌手になることを志す[2]。
- ギターを弾いたり日常に根差した音楽をやったりするのは、パティ・ペイジによって知ったカントリー・ミュージックの影響が大きい。また彼女の持ち歌で、日本でも江利チエミ、美空ひばり、雪村いづみなどによってカバーされた「テネシー・ワルツ」を歌うと、他の曲については何も言わない祖母も喜んだという[2]。
- ジョン・メイヤーによってギターの魅力を再発見し、彼のライブ・ビデオを見てギターの練習をした[2]。
- 次のアルバムで売れなければ契約打ち切りという時にプロデューサーが寺岡呼人に変わる。雑談中に話した祖母との思い出を曲にするよう寺岡にアドバイスされ、「トイレの神様」が完成する[2]。

## 来歴

### デビュー前
3歳から8歳までクラシックバレエを、5歳から8歳までピアノを習う。
幼稚園と小学校は雲雀丘学園に通う。テレビドラマ『トイレの神様』では同校の小学校の校舎がロケに使用された。
小学生時代、映画『サウンド・オブ・ミュージック』やカーペンターズなどの影響で歌手に憧れ、自分の歌をカセットテープにとっては聴くという練習を繰り返す。
2001年3月、梅花高等学校を卒業、大阪スクールオブミュージック専門学校に入学する。
2002年1月、19歳の時に独学でアコースティック・ギターを始め、作詞・作曲に目覚める。曲作りを始めて2週間でオリジナル曲を完成させ、川西能勢口駅前などで路上ライブを行うようになる。
同年10月、「服部良一記念大阪音楽祭 ザ・ストリートミュージシャン・グランプリ'02」というオーディションに出場し、「背中」を歌う。腕試しのつもりで受けたオーディションだったが、1200人の中からグランプリを獲得する。

### 2005年
- 4月7日、NACK5『The Nutty Radio Show 鬼玉』内にて『植村花菜のかなでるラジオ』放送開始。
- 5月6日、NHK『ポップジャム』に出演。「大切な人」を歌いブレイクレーダーで72.3%に[4]。
- 5月11日、1stシングル「大切な人」でキングレコードからメジャーデビュー。自作曲ではなくプロデューサーの亀田誠治の作曲だった。
- 9月7日、2ndシングル「ミルクティー」をリリース。初めての自作曲のシングルだった。

### 2006年
- 1月1日、bayfm『SOUND OF SMILE』開始（同年3月26日に終了）。
- 1月21日、ニッポン放送オールナイトニッポンR スペシャルナイトを放送。
- 2月、プレミアムパーティー『花菜祭り』を心斎橋アトランティックス、表参道FABで開催。
- 4月13日、MBSラジオ『ゴチャ・まぜっ!木曜日』出演開始。
- 7〜8月、『ギターと私』名古屋・京都・神戸・千葉・さいたま・横浜・宇都宮で開催。
- 8月、『ギターと私達』大阪・名古屋・東京で開催。
- 10月5日、CBCラジオハイパーナイト『植村花菜のカナナビ』放送開始。
- 12月31日、『アリガトウエムラ2006』大阪梅田芸術劇場 シアター・ドラマシティ開催。

### 2007年
- 1月23日、関西テレビの音楽情報番組『ミュージャック』のアシスタントに抜擢。
- 12月31日、NACK5主催『略して様ソニ』に出演。

### 2008年
- 1月、『LIVE TOUR 2008 〜愛と太陽〜』名古屋・大阪・東京で開催。
- 3月6日、『植村花菜 愛があればそれでいいのだ☆』連載開始。

### 2009年
- 4月3日、FM FUJI『FLOWER VILLAGE』放送開始。
- 7月、ワンマンライブを東京・大阪で開催。

### 2010年
- 2〜3月、「トイレの神様」が有線放送キャンシステム問い合わせチャート月間1位を獲得。
- 7月9日、初の著書『トイレの神様』発売。
- 7月21日、「トイレの神様」着うたフル(R)がレコチョクウィークリーチャート2位を獲得。
- 8月19日、神宮外苑花火大会、秩父宮ラグビー場にゲスト出演。
- 10月24日、なごや西の森づくり第10回植樹祭のステージイベントに出演（ZIP-FM協賛）。
- 11月18日、第43回日本有線大賞有線音楽優秀賞受賞。同時に『トイレの神様』が特別賞を受賞。
- 11月24日、同年大晦日に放送される『第61回NHK紅白歌合戦』にて初出場することが決定した。
- 11月25日、『ベストヒット歌謡祭2010』ゴールドアーティスト賞受賞。
- 12月、咲くやこの花賞音楽部門受賞。
- 12月31日、『第61回NHK紅白歌合戦』に初出場。9分52秒ある「トイレの神様」を紅白(8分20秒)バージョンで7分50秒に縮めて披露した。

### 2011年
- 4月4日、テレビ朝日系列（一部地域を除く）の朝の情報番組『やじうまテレビ!』のテーマソングに「きみとぼく[5]」が選ばれOA開始。
- 6月中頃、『やじうまテレビ!』で「きみとぼく」を披露。披露した日から一部のサイトでフルバージョンの配信開始。
- 7月18日、ABCテレビ『おはよう朝日です』の特別番組『関西から届けよう!笑顔と元気 夏だ!おは朝!!元気スペシャル』で、東日本大震災による被災者に向けた応援ソング「ひまわり[6]」を披露。被災地域が放送エリアにあたる東日本放送 (KHB)と福島放送 (KFB)でも流れた。

### 2012年
- 4月、視野を広げるために渡米。ストリートやライブハウスで歌いながら、ロサンジェルスからニューヨークへとアメリカ大陸を横断する。[2]

### 2013年
- 1月、東海ラジオ・ニッポン放送・ラジオ大阪・RNCラジオ（西日本放送）にて『植村花菜の「あなたの夢を花菜えまShow」』放送開始。（東海ラジオ：5日開始、ニッポン放送・RNCラジオ：7日開始、ラジオ大阪：8日開始。）
- 1月29日、ジャズドラマーでindigo jam unitのメンバーとしても活動する清水勇博（英語版）と入籍したことを発表[7]。入籍日は30歳の誕生日である1月4日[2]。

### 2014年
- 配偶者である清水勇博もドラム演奏メンバーとして参加した初の洋楽カバーアルバム『The Covers ～60’s to 70’s～』をリリースし、横浜・名古屋・大阪・東京にてJAZZ LIVEツアーを敢行。
- 産休に入る。

### 2015年
- 1月27日、第1子を出産[8]。

### 2016年
- 12月末、家族とニューヨークへ移住。

### 2017年
- アメリカでのライブ活動を開始し、日本でのライブ活動も継続。
- Hanana Records inc.設立。
- 初のセルフプロデュースによる一発録りレコーディングしたアルバム『Definite』をリリース。

### 2018年
- キングレコード、ベルウッドレコードから自主レーベルのHanana Recordsでの活動を本格化。

### 2019年
- 『Happiness』の発表を機にアーティスト名をKa-Naへ改名。

### 2020年
- 1月4日、『Ka-Na Birthday Live 2020〜もうすぐ祝15周年〜』（会場:大阪梅田　バナナホール）のライブにて、アンコールでの1曲に長男と初共演。

### 2022年
- オリジナルミュージカル『COLOR』に音楽・歌詞を書き下ろし。9月5日から上演[9][10]。

### 2023年
- 6月16日、第2子妊娠を報告[11]。
- 11月17日、ニューヨーク・ブルックリンで第2子を出産したことを報告[12]。

## ディスコグラフィ

### シングル
|        | 発売日         | タイトル                           | 規格品番                                     |
| ------ | -------------- | ---------------------------------- | -------------------------------------------- |
| Indies | 2004年6月30日  | 花菜                               | BZCM-1011                                    |
| 1st    | 2005年5月11日  | 大切な人                           | KICM-1132                                    |
| 2nd    | 2005年9月7日   | ミルクティー                       | KICM-1145                                    |
| 3rd    | 2005年11月23日 | キセキ/恋の魔法                    | KICM-1149                                    |
| 4th    | 2006年3月29日  | やさしさに包まれたなら             | KICM-1162                                    |
| 5th    | 2006年8月23日  | 紙ヒコーキ                         | KICM-1173                                    |
| 6th    | 2006年12月6日  | 光と影                             | KICM-1188                                    |
| 7th    | 2007年9月26日  | あなたのその笑顔はいいヒントになる | KICM-1215                                    |
| 8th    | 2008年8月20日  | シャララ                           | KICM-91240（初回限定盤） KICM-1240（通常盤） |
| 9th    | 2009年2月11日  | BLESS/春にして君を想う             | BZCM-10001                                   |
| 10th   | 2010年11月24日 | トイレの神様                       | KIZM-67/68                                   |
| 11th   | 2011年9月7日   | My Favorite Songs/世界一ごはん     | KICM-1356                                    |
| 12th   | 2012年1月4日   | メッセージ                         | KIZM-141/2                                   |
| 13th   | 2014年1月29日  | 輝く時間の中で                     | KICM-1490                                    |

#### 配信限定
| 枚  | 発売日        | タイトル |
| --- | ------------- | -------- |
| 1st | 2007年7月11日 | Only You |

### アルバム

#### オリジナルアルバム
| 枚  | 発売日        | タイトル                   |
| --- | ------------- | -------------------------- |
| 1st | 2006年1月4日  | いつも笑っていられるように |
| 2nd | 2007年1月4日  | しあわせの箱を開くカギ     |
| 3rd | 2007年11月7日 | 愛と太陽                   |
| 4th | 2012年1月25日 | 手と手                     |

#### ミニアルバム
| 枚  | 発売日        | タイトル           |
| --- | ------------- | ------------------ |
| 1st | 2009年3月25日 | 春の空             |
| 2nd | 2010年3月10日 | わたしのかけらたち |
| 3rd | 2013年3月13日 | Steps              |
| 4th | 2016年5月11日 | 愛のかたち         |
| 5th | 2019年1月25日 | Happiness          |
| 6th | 2021年5月11日 | それでいい         |

#### ベストアルバム
| 枚  | 発売日        | タイトル       |
| --- | ------------- | -------------- |
| 1st | 2015年9月30日 | The Best Songs |

#### セルフカバーアルバム
| 枚  | 発売日        | タイトル                   |
| --- | ------------- | -------------------------- |
| 1st | 2010年9月15日 | 花菜〜My Favorite Things〜 |

#### セルフプロデュースアルバム
| 枚  | 発売日         | タイトル                                |
| --- | -------------- | --------------------------------------- |
| 1st | 2017年12月25日 | Definite（ライブ/イベント会場限定販売） |

#### カバーアルバム
| 枚  | 発売日        | タイトル                 |
| --- | ------------- | ------------------------ |
| 1st | 2014年8月27日 | The Covers〜60's to 70's |

### DVD
1. 『花菜便り〜Uemura Kana Music Clips〜』（リリース:2007年1月4日）
2. 『The Birthday Live 2014 〜B面ナイト〜』（リリース:2014年ライブ会場限定販売）

### その他のインディーズ時代の曲
- タタラッタ
- 気まぐれカメレオン
- 背中
- もしも話ができるのなら
- 魅惑のファンキーアフロマン
- イエスマン☆
- 針のない時計
- キラキラ
- 色のない世界
- いちばん星

## 参加作品
- かかしのアルバム『バーンパーク』の10曲目「スナック」に玉川美沙と共に参加している。
- スピッツの33rdシングル『群青』のバッキング・ボーカルにスキマスイッチの大橋卓弥と共に参加している。
- 「おいしいうた」のコンピレーション・アルバム「すごくおいしいうた[13]」の13曲目「明日の空」で、おいしいうたファミリー[14]として参加。
- ザ・ピーナッツのトリビュート・アルバム『ザ・ピーナッツ トリビュート・ソングス』の5曲目「明日になれば」に矢井田瞳と共に参加している。

## 他アーティストへの提供曲
- クリス・ハート「二人だけの流れ星」（2014年、作詞・作曲）

## タイアップ
| 楽曲                               | タイアップ |
| ---------------------------------- | --- |
| 大切な人                           | 日本テレビ『音楽戦士 MUSIC FIGHTER』2005年6月度エンディングテーマ |
| 大切な人                           | 日本テレビ『(秘)ひらめ筋』2005年6月度エンディングテーマ |
| melody                             | 映画『狼少女』主題歌 |
| キセキ                             | NTT DoCoMo i-mode RPGアプリ:『Tales Of Commons』主題歌 |
| 恋の魔法                           | ネットシネマ『ハツカレ』主題歌 |
| 紙ヒコーキ                         | PlayStation Portable用ソフト『テイルズ オブ ザ ワールド レディアント マイソロジー』エンディングテーマ                                                                |
| 紙ヒコーキ                         | TBS『クチコミ』2006年8 - 9月度エンディングテーマ |
| 紙ヒコーキ                         | MBS・TBS系全国ネット『世界ウルルン滞在記』エンディングテーマ（2007年1月21日 - 3月18日）                                                                              |
| 光と影                             | PlayStation Portable用ソフト『テイルズ オブ ザ ワールド レディアント マイソロジー』オープニングテーマ                                                                |
| 光と影                             | 第89回全国高等学校野球選手権山口大会 オープニング楽曲 |
| あなたのその笑顔はいいヒントになる | TBS系全国ネット『どうぶつ奇想天外!』エンディングテーマ |
| あなたのその笑顔はいいヒントになる | テレビ神奈川他『1230アッと!!ハマランチョ』2008年4月度エンディングテーマ                                                                                              |
| あなたのその笑顔はいいヒントになる | KBCテレビ『るり色の砂時計』エンディングテーマ（2009年4月から） |
| シャララ                           | ABCテレビ・テレビ朝日系『近未来×予測テレビ ジキル&ハイド』7 - 9月度エンディングテーマ                                                                                |
| シャララ                           | ABC系『今ちゃんの「実は…」』エンディングテーマ |
| BLESS                              | MBS（ラジオ・テレビ）2009年2月の「おいしいうた」（ラジオでは「MBSサウンドキングダム（現「MBSうたぐみ Smile×Songs」）」など、テレビでは「ちちんぷいぷい」などで放送） |
| ありがと                           | FM802 2月度HEAVY ROTATION |
| ありがと                           | ハーブスピリッツ イメージソング ※関西地区限定盤 |
| トイレの神様                       | 花王 トイレクイックル『べっぴんさん編』CMソング |
| トイレの神様                       | 毎日放送系テレビドラマ『新春ドラマスペシャル・トイレの神様』エンディングテーマ                                                                                       |
| 世界一ごはん                       | ハウス食品 ふうふうシチュー CMソング |
| メッセージ                         | 映画『マジック・ツリーハウス』主題歌 |
| 新しい世界                         | サカイ引越センター CMソング |
| ただいま。                         | 映画『海すずめ』主題歌 |
| Happiness                          | フジサンケイ・コミュニケーションズ・インターナショナル『FCI News Catch!』番組テーマ曲                                                                                |

## 尊敬するアーティスト
- ジュリー・アンドリュース
- カーペンターズ
- 矢野顕子
- ORIGINAL LOVE
- アース・ウィンド・アンド・ファイアー
- EGO-WRAPPIN'
- SUPER BUTTER DOG
- Bonnie Pink
- 小林建樹
- ジョン・メイヤー

## 交流の深い芸能人
- 玉川美沙
- 坂崎幸之助
- 加藤いづみ
- 友近
- ケンドーコバヤシ
- 大久保麻理子
- SHOWTA
- アンジェラ・アキ
- 押尾コータロー [16]
- SANTOS ANNA
- 本村由紀子[17]
- 中村中
- 中島ヒロト
- 河本準一
- 西野亮廣
- 清水勇博
- SEAMO

## 出演

### ラジオ
- 植村花菜のかなでるラジオ（2005年4月 - 2007年3月、NACK5）
- SOUND OF SMILE（2006年1月 - 2006年3月、bayfm）
- ゴチャ・まぜっ!木曜日（2006年4月 - 2007年4月、毎日放送）
- 植村花菜のカナナビ（2006年10月 - 2007年3月、中部日本放送）
- FLOWER VILLAGE（2009年4月 - 2010年3月28日、FM FUJI）
- TOKYO FM MONTHLY SPECIAL　植村花菜〜トイレの神様（2010年2月、TOKYO FM）
- 植村花菜の「あなたの夢を花菜えまShow」（2013年1月5日 - 9月23日 、東海ラジオ・ニッポン放送・ラジオ大阪・RNCラジオ）

### テレビ
レギュラー
- ミュージャック（2007年1月23日 - 2008年4月11日、関西テレビ）

主な出演番組
- 登龍門F 音箱登龍門（2005年4月18日、フジテレビ）
- ポップジャム（2005年5月6日、NHK）
- 月光音楽団（2005年5月16日、TBS）
- うたばん（2006年4月13日、TBS）
- ちちんぷいぷい（毎日放送）
- SONGS（2010年9月1日、NHK）
- NHKアーカイブス（2010年9月19日、NHK）
- にじいろジーン（2010年11月6日、関西テレビ）
- 発表!第43回日本有線大賞（2010年11月18日、TBS）
- たかじん胸いっぱい（2010年11月20日、関西テレビ）
- 歌謡チャリティーコンサート（2010年11月23日、NHK）
- ベストヒット歌謡祭2010（2010年11月25日、読売テレビ）
- 第61回NHK紅白歌合戦（2010年12月31日、NHK）
- きらきらアフロ2011正月スペシャル（2011年1月2日、テレビ大阪）
- レコ☆Hits!（2011年1月5日、日本テレビ）
- 新春ドラマSP トイレの神様（2011年1月5日、毎日放送） - 出演はないが著書を基にした再現ドラマ
- SMAP×SMAP（2011年2月21日、フジテレビ・関西テレビ）
- サタテン（2011年3月4日、NHK名古屋放送局）
- Music Lovers（2011年9月4日、日本テレビ）

### イベント
- 神宮外苑花火大会（2010年8月19日） - 秩父宮ラグビー場に出演

### テレビCM
- ハウス食品「ふうふうシチュー」

### NHK紅白歌合戦出場歴
| 年度/放送回               | 回 | 曲目         | 出演順 | 対戦相手 | 備号       |
| ------------------------- | -- | ------------ | ------ | -------- | ---------- |
| 2010年（平成22年）/第61回 | 初 | トイレの神様 | 18/22  | コブクロ | 紅白初出場 |

## 雑誌連載
連載終了
- an（関西版）『いつも笑っていられるように』〔不定期更新〕
- WHAT'S IN?『植村花菜のMy favorite Things』（私のお気に入り）2006年6月号〜2008年1月号
- WHAT'S IN?『植村花菜のカナリ簡単ダイエット』2005年9月号〜2006年5月号
- HMV the music master『花菜言葉』〔毎月25日発売〕
- 月刊歌謡曲『夢をカナえる歌ゴコロ』2006年6〜11月号